# Freire (cratère)
Pour les articles homonymes, voir Freire.
Freire est un cratère d'impact à la surface de Mercure. 
Le cratère a ainsi été nommé par l'Union astronomique internationale le 14 novembre 2024 en hommage à l'artiste peintre uruguayenne María Freire (en) (1917-2015),. 
Son diamètre est de 51 km. Il se situe dans le Quadrangle de Bach (quadrangle H-15) de Mercure.